# Mario Caserini
Mario Caserini (* 26. Februar 1874 in Rom; † 17. November 1920 ebenda) war ein italienischer Filmregisseur, Schauspieler und Drehbuchautor.

## Leben
Sein Filmdebüt hatte Caserini 1906. In der Frühzeit des italienischen Films gehörte er zu den meistbeschäftigten Regisseuren und schuf zahlreiche Historien- und Literaturverfilmungen. Sein bekanntestes Werk ist der Monumentalfilm Die letzten Tage von Pompeji aus dem Jahr 1913.
Sein Sohn war der Drehbuchautor und Produktionsleiter Piero Caserini.

## Filmografie (Auswahl)

### Regisseur
- 1906: Il romanzo di un Pierrot
- 1906: Otello
- 1907: Garibaldi
- 1908: Romeo e Giulietta
- 1909: L'innominato
- 1909: Macbeth
- 1909: Marco Visconti
- 1910: Amleto
- 1911: Mademoiselle de Scudery
- 1911: L'ultimo dei Frontignac
- 1912: Parsifal (1912)
- 1913: Die letzten Tage von Pompeji (Gli ultimi giorni di Pompei)
- 1913: Nerone e Agrippina
- 1917: Resurrezione
- 1917: Il filo della vita
- 1917: L'ombra
- 1918: Madama Arlecchino
- 1919: Capitan Fracassa
- 1919: Primerose
- 1920: Las delicias del campo
- 1920: Fior d'amore

### Schauspieler
- 1906: Il romanzo di un Pierrot
- 1906: Otello
- 1908: Romeo e Giulietta
- 1909: Wanda Soldanieri
- 1916: Como aquel día

### Drehbuchautor
- 1913: Die letzten Tage von Pompeji (Gli ultimi giorni di Pompei)
- 1916: Como aquel día
- 1916: Flor de otoño
- 1919: Capitan Fracassa